# Ambystoma rivulare
Espèce
Synonymes
- Rhyacosiredon rivularis Taylor, 1940

Statut de conservation UICN

 EN  : En danger
Ambystoma rivulare est une espèce d'urodèles de la famille des Ambystomatidae.

## Répartition et habitat
Cette espèce est endémique du centre du Mexique. Elle se rencontre dans les États de Mexico, du Guerrero et au District fédéral au-dessus de 2 800 d'altitude. Elle vit dans les cours d'eau lents parcourant les forêts de pins et les forêts de pins et chênes.

## Publication originale
- Taylor, 1940 : A new Rhyacosiredon (Caudata) from western Mexico. Herpetologica, vol. 1, no 7, p. 171-176.